# Dešeča vas
Dešeča vas je naselje v Občini Žužemberk.